# Ildo Lobo
Ildo Lobo (25 de novembre de 1953 - 20 d'octubre de 2004), va ser un famós cantant de Cap Verd. La seva veu versàtil i melòdica, i la seva presència escènica imponent, vestit amb barrets de boina, el van fer un dels grans intèrprets de tots els temps de música capverdiana. Ben conegut a les illes de Cap Verd, Lobo va saltar a la fama internacional amb el seu primer treball en solitari, "Nós Morna", i amb seu següent àlbum "intellectual".

## Discografia

### Amb els Tubarõés
- Pepe Lopi (1976)
- Tchon di Morgado (1976)
- Djonsinho Cabral (1979)
- Tabanca (1980)
- Tema para dois (1982)
- Os Tubarões (1990)
- Os Tubarões ao vivo (1993)
- Porton d' nôs ilha (1994)

### Com a artista en solitari
- Nôs morna (1996)
- Intellectual (2001)
- Incondicional (2004)